# Ruta Estatal de Alabama 22
La Ruta Estatal de Alabama 22, y abreviada SR 22 (en inglés: Alabama State Route 22) es una carretera estatal estadounidense ubicada en el estado de Alabama, cruza los condados de  Dallas, Chilton, Coosa, Tallapoosa, Chambers, y Randolph. La carretera inicia en el Oeste desde la AL 5  en el Condado de Dallas  sigue en sentido Este hasta finalizar en la AL 34  en la línea estatal con Georgia, tiene una longitud de 270 km (168 mi).

## Mantenimiento
Al igual que las autopistas interestatales, y las rutas federales y el resto de carreteras estatales, la Ruta Estatal de Alabama 22 es administrada y mantenida por el Departamento de Transporte de Alabama por sus siglas en inglés ALDOT.

## Cruces
La Ruta Estatal de Alabama 22 es atravesada principalmente por los siguientes cruces:
- US 80 en Selma
- US 82 en Maplesville
- US 31 es Clanton
- I 65  en Clanton
- US 231 en Rockford
- AL 9     cerca de Rockford
- US 280 en Alexander City
- AL 63     en Alexander City
- AL 49     en New Site
- AL 77     en Wadley
- US 431 en Roanoke